# Dagny-Lambercy
Dagny-Lambercy település Franciaországban, Aisne megyében. Lakosainak száma 125 fő (2022. január 1.). Dagny-Lambercy Bancigny, Coingt, Jeantes, Morgny-en-Thiérache, Nampcelles-la-Cour, Renneval, Saint-Clément és Vigneux-Hocquet községekkel határos.

## Népesség
A település népességének változása:
| Lakosok száma | 212  | 169  | 160  | 133  | 134  | 130  | 125  | 129  | 130  | 125  |
|               | 1968 | 1982 | 1990 | 2006 | 2013 | 2015 | 2017 | 2019 | 2020 | 2022 |